# Nărtești, Galați
Nărtești este un sat în comuna Gohor din județul Galați, Moldova, România. Satul a rezultat ca unică localitate în 1968 prin comasarea satelor Nărteștii de Jos și Nărteștii de Sus. Nărteștii de Sus fusese între 1931 și 1968 reședința unei comune, numită Nărtești, și care cuprindea, pe lângă cele două sate, și satele Gara Berheci și Poșta. In 2021 numarul de locuitori a fost estimat la circa 20,numarul de fantani din sat fiind redus la 2. La noul recensamant din 11 ianuarie 2022,domnul primar, Gelu Sirghie, a propus transferul taramului lui Iulian Coada. In ciuda majoritatii satului respingand actiunea, propunerea a devenit realitate.